# Mory Koné
Mory Koné (Parijs, 21 april 1994) is een Frans-Ivoriaans voetballer die bij voorkeur als  centrale verdediger speelt. Hij verruilde in juli 2014 Parma voor Troyes AC.

## Clubcarrière
Koné speelde in de jeugd bij Montigny-les-Cormeilles, Paris Saint-Germain, Saint-Gratien en Le Mans. Hij debuteerde voor Le Mans op 7 augustus 2012 in de Coupe de la Ligue tegen Laval. Hij speelde 23 competitiewedstrijden in het seizoen 2012/13 voor Le Mans. Op 21 augustus 2013 werd hij voor een bedrag van €500.000 verkocht aan Parma. Hij zette zijn handtekening onder een vijfjarig contract in Noord-Italië.

## Interlandcarrière
Koné kwam  uit voor diverse Franse jeugdelftallen. Hij speelde vier interlands voor Ivoorkust -17.
1 Bouallak ·
2 Palmer-Brown ·
3 Koné ·
4 Biancone ·
5 Dingomé ·
6 Kouamé ·
7 Touzghar ·
9 Suk ·
10 Tardieu ·
11 Rodrigues ·
12 Conté ·
13 Ugbo ·
14 Chambost ·
15 Azamoum ·
16 Renot ·
17 Salmier ·
18 Ilić ·
19 El Hajjam ·
20 Ripart ·
22 Larouci ·
23 Rami  ·
24 Chavalerin ·
25 Baldé ·
26 Mothiba ·
27 Domingues ·
28 Chadli ·
29 Kaboré ·
30 Gallon ·
31 Metinho ·
40 Moulin ·
Coach: Irles